# 孙位
孙位，唐末书画家，后改名遇，原籍会稽（今浙江绍兴），故又号会稽山人。
擅画人物、鬼神、松石、墨竹以及宗教人物，常与禅僧、道士交往。唐僖宗广明元年末（881年初），黄巢入长安，他自长安入蜀，居成都。孙位畫龍水（瀑布）尤为著名，他画水如神，人称“孙位之水”，与善画火的张南本齊名，有“孙位之水，张南本之火”之称。蜀人皆以孙位为师。孙位在蜀中应天、昭觉、福海等寺院作画甚，諸画今已不存。
《高逸图》又名《七賢圖》，是孙位唯一存世的作品，画中表现出竹林七賢，圖中只剩四賢，此畫為《竹林七賢圖》殘卷，最早见於《宣和画谱》，卷首有宋徽宗以瘦金体御题“孙位高逸图”五字，现藏于上海博物馆。其他画迹還有《说法太上像》、《维摩图》、《神仙故实图》、《四皓弈棋图》等27件，著录于《宣和画谱》。

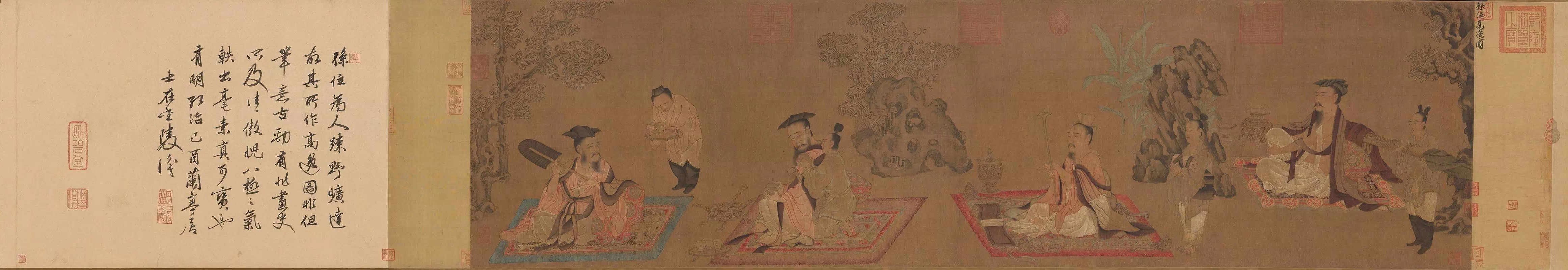
孫位《高逸圖》，絹本設色，纵45.2厘米，横168.7厘米，上海博物馆藏